# Gorenja vas pri Mirni
Gorenja vas pri Mirni este o localitate din comuna Mirna, Slovenia, cu o populație de 88 de locuitori.